# Chuyến hành hương
Chuyến hành hương (tiếng Bồ Đào Nha: O Diário de Um Mago, "Nhật ký của một pháp sư") là tiểu thuyết xuất bản năm 1987 của nhà văn người Brazil Paulo Coelho - kể lại hồi ức về những trải nghiệm của tác giả khi ông đi qua miền bắc Tây Ban Nha trong chuyến hành hương đến Santiago de Compostela. Chủ đề chính của tác phẩm là phiêu lưu và hành trình khám phá bản thân.

## Tóm tắt nội dung
Câu chuyện bắt đầu vào năm 1986, khi Coelho bắt đầu gia nhập hội Regnus Agnus Mundi (RAM), nhưng cuối cùng đã thất bại. Sau đó, ông được cho biết phải bắt đầu một cuộc hành hương dọc theo Camino de Santiago để tìm thanh kiếm là biểu tượng cho sự chứng nhận của ông vào hàng ngũ RAM. Mục đích của việc này là để ông có được cái nhìn sâu sắc về sự đơn giản của cuộc sống. Cuộc hành trình đã có tác dụng biến đổi ông - khi ông dần học cách hiểu biết bản chất của sự thật thông qua sự đơn giản của cuộc sống.
Ông bắt đầu cuộc hành trình với một hướng dẫn viên bí danh Petrus, cũng là thành viên của RAM. Trong suốt cuộc hành trình, Petrus chỉ cho ông các bài tập thiền và giới thiệu với ông một số yếu tố cơ bản của tư tưởng và triết học huyền bí phương Tây, cũng như chỉ dạy ông về tình yêu và các dạng thức của nó: agape, philia và eros.